# 瓦氏長鬚鯊
瓦氏長鬚鯊（學名：Brachaelurus waddi），一種屬於長鬚鯊科的鯊魚，分佈在西南太平洋的亞熱帶地區。它在小礁石附近，更喜歡岩石海岸線區域珊瑚礁，以無脊椎動物和小魚為食。它是水族館中比較繁盛的種群，并且能在水外面存活一段較長的時間。
1. ↑  Williams, G.S. (1999). A Listing of Fossil Sharks and Rays of the World. Retrieved on 30 January 2010.